# Curciu, Sibiu
Curciu, mai demult Criș (în dialectul săsesc Kiertš, în germană Kirtsch, în maghiară Küküllőkőrös, Szászkőrös, Kőrös) este un sat în comuna Dârlos din județul Sibiu, Transilvania, România.

## Istoric
Curciu era în antichitate o așezare dacică, un simplu sat, care ocupa un hectar din locul numit astăzi "La Fântâni". Ea se suprapunea unor așezări din epoca bronzului și din cea a fierului timpuriu. 
În 1337, un sas pe nume "Petro de Keuruz" este pomenit într-un document ca martor într-un proces, localitatea sa de obârșie fiind desemnată ca "senioribus sediuin de Medies", adică parte din Scaunul Mediașului.
Comunitatea săsească de aici, altădată foarte numeroasă, a scăzut mult după 1990. 

## Biserica și fortificația
Incinta  bisericii evanghelice fortificate de la Curciu are o formă ovală și este construită din piatră de râu. Biserica Sf. Ioan este o biserică-hală și a fost construită în prima jumătate a secolului al XIV-lea, în stil gotic, dar de-a lungul timpului a suferit mai multe modificări. Se pare că lăcașul de astăzi, mult schimbat față de cel vechi, a fost construit în două faze: prima a avut loc între 1425-1430, perioadă în care a fost mai întâi înălțat corul, iar cea de a doua fază la mijlocul secolului al XV-lea.
Orga bisericii, care a fost construită în 1844 de Wilhelm Maetz și restaurată în 1906 de Andreas Scherer, este murdară, neîngrijită, dar nedeteriorată și în stare de funcționare.
Comunitatea este veche, din evul mediu. Monumentul principal, biserica fortificată a fost proaspăt restaurat şi pus în valoare, astăzi orice turist putând să viziteze satul şi biserica. Numai sunaţi la profesoara de engleză din sat, iar aceasta se transformă în ghidul vostru.

## Galerie imagini

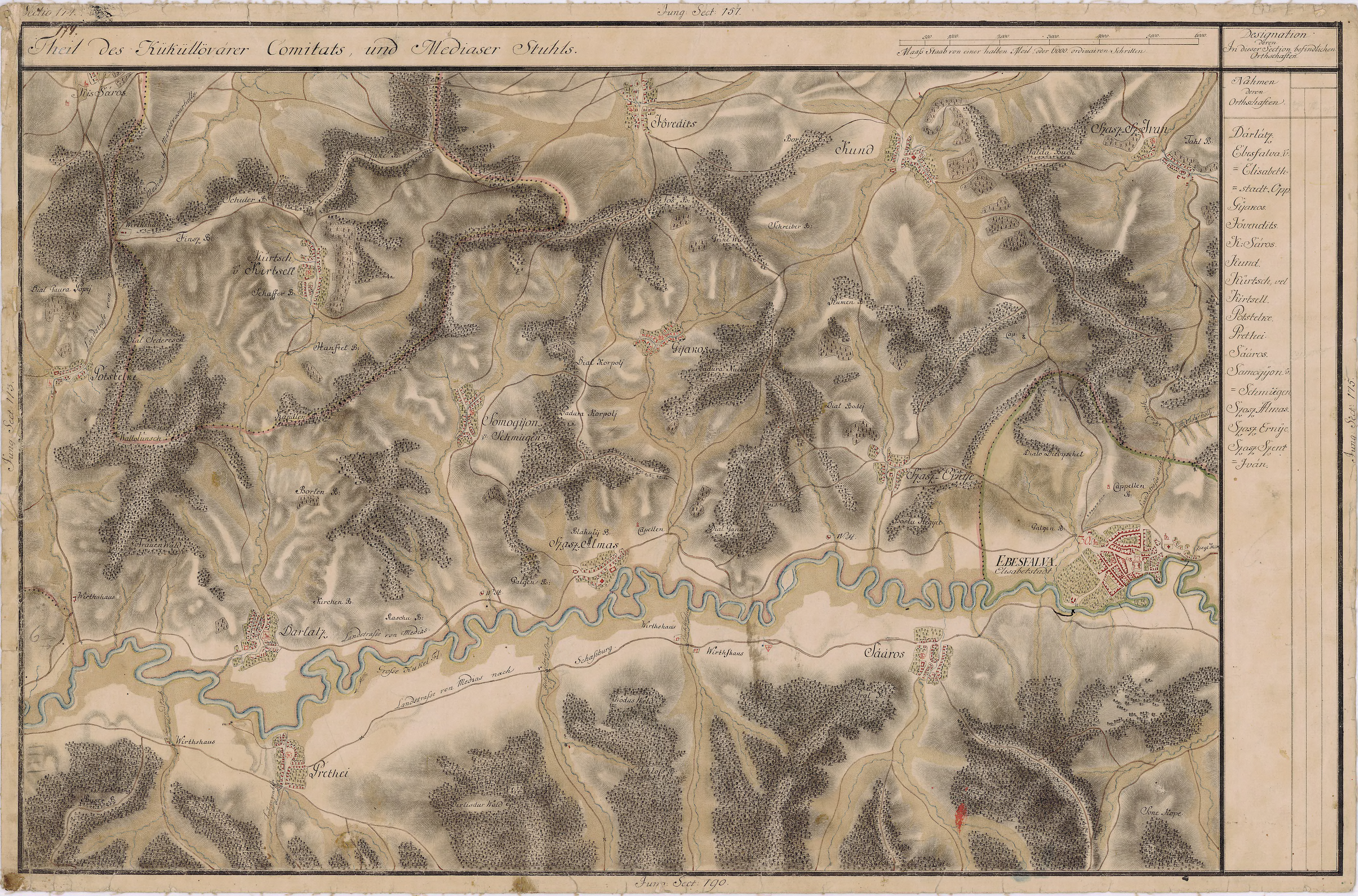
Curciu în Harta Iosefină a Transilvaniei, 1769-73
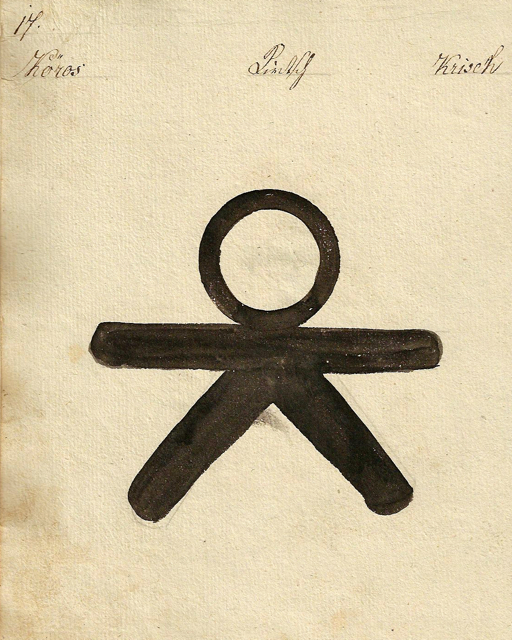
1826 - Danga pentru vitele din Curciu
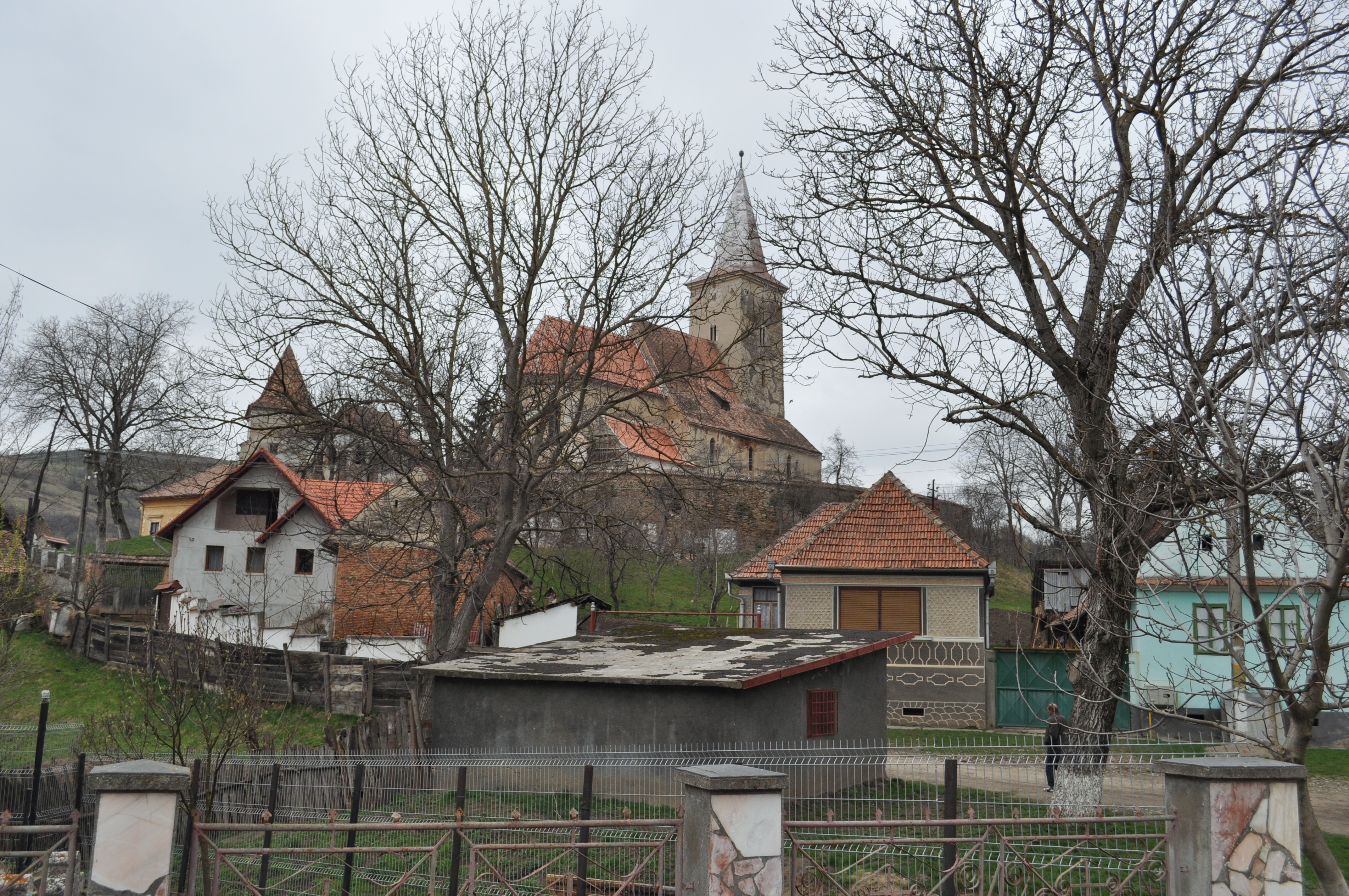
Ansamblul bisericii evanghelice fortificate
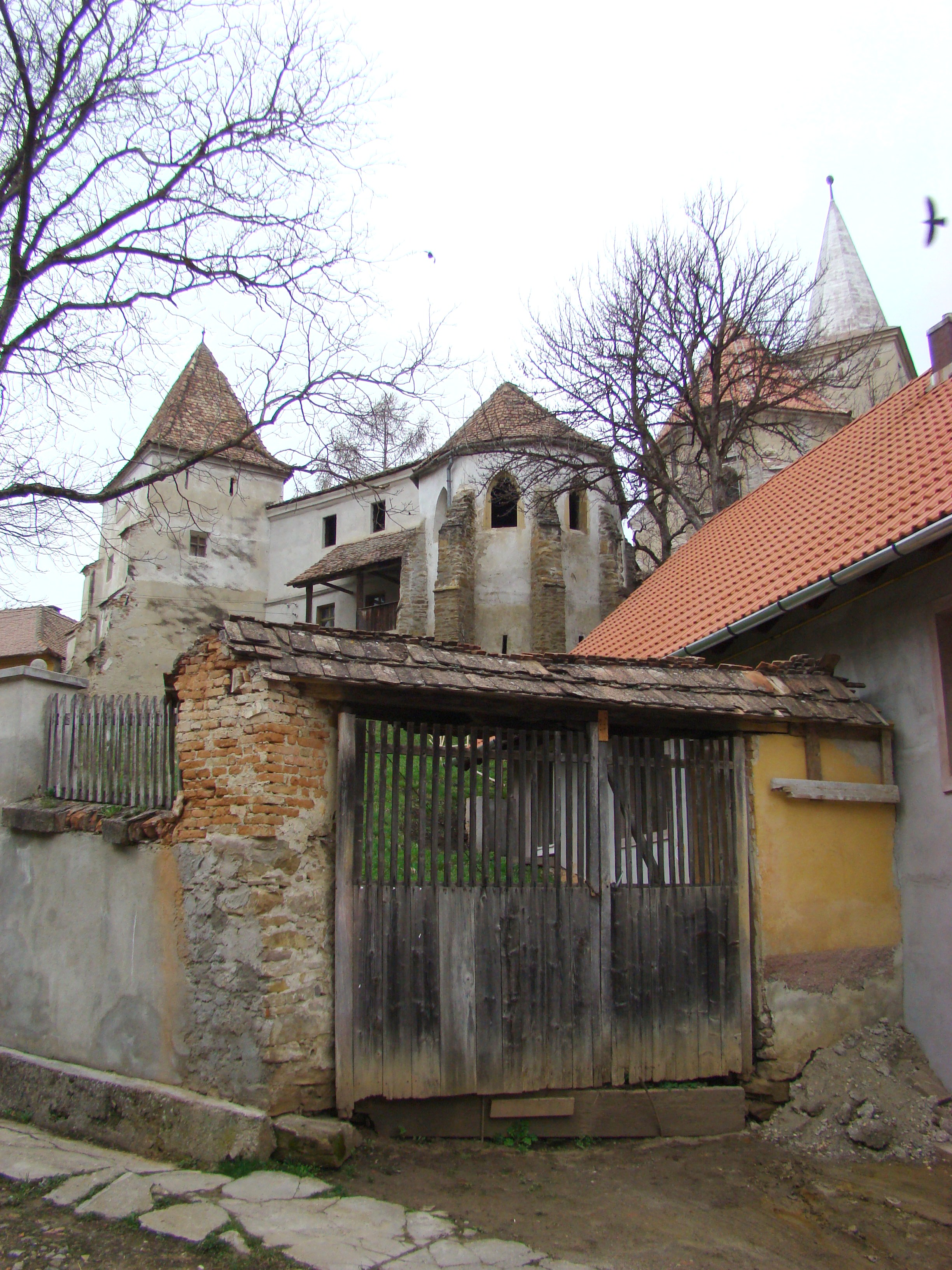
Ansamblul bisericii evanghelice fortificate
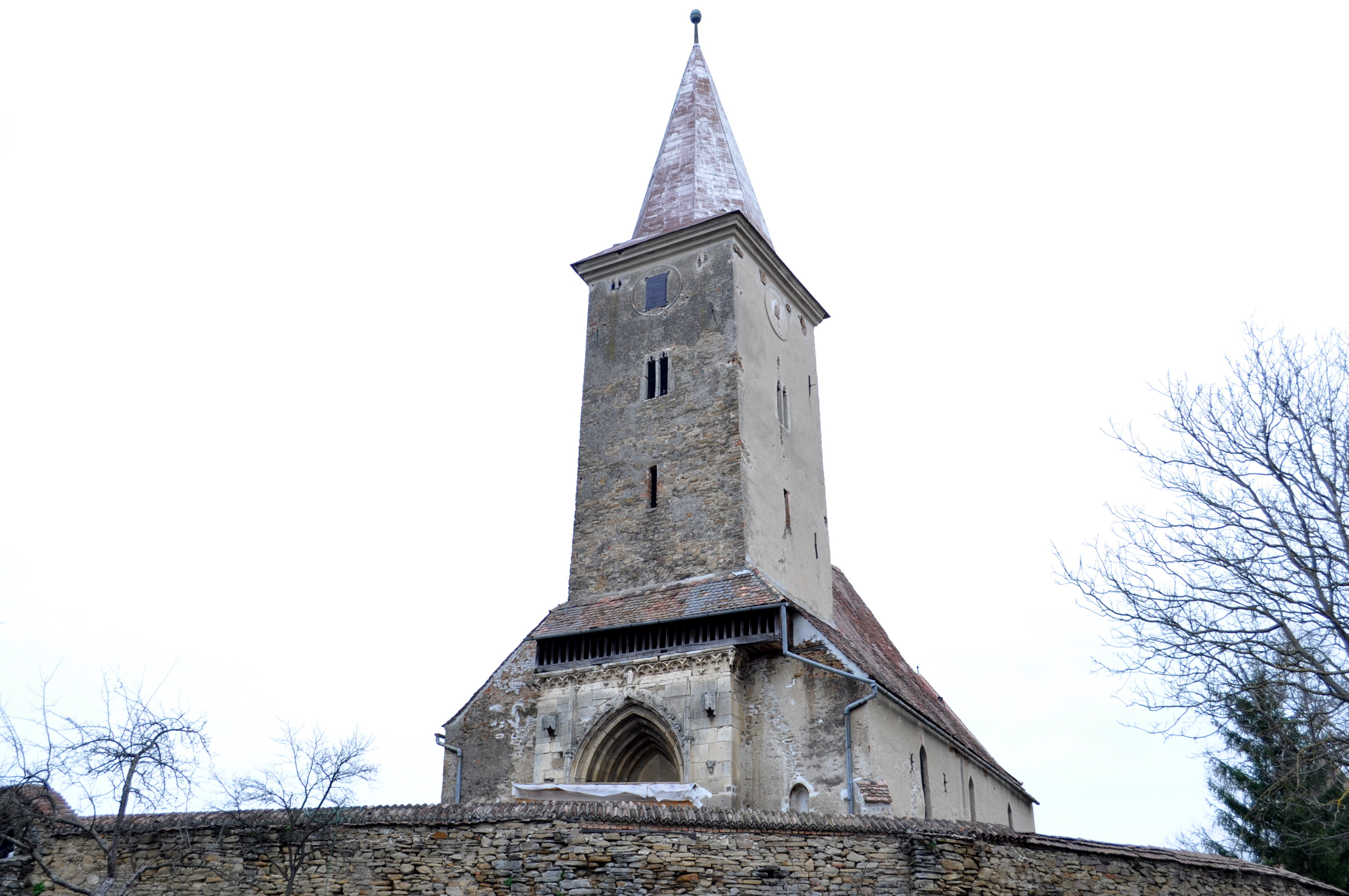
Biserica evanghelică
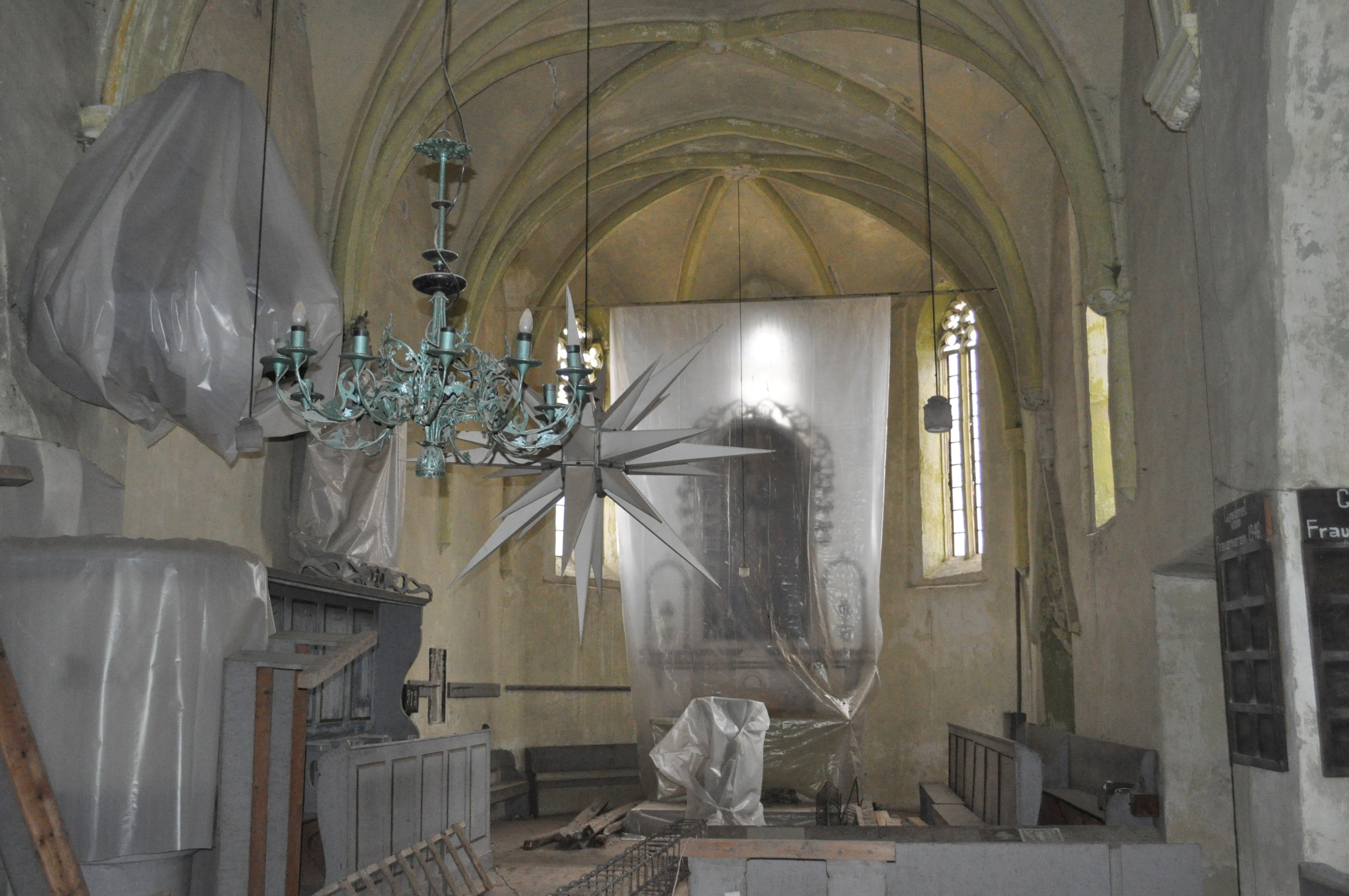
Biserica evanghelică (interior, în renovare)
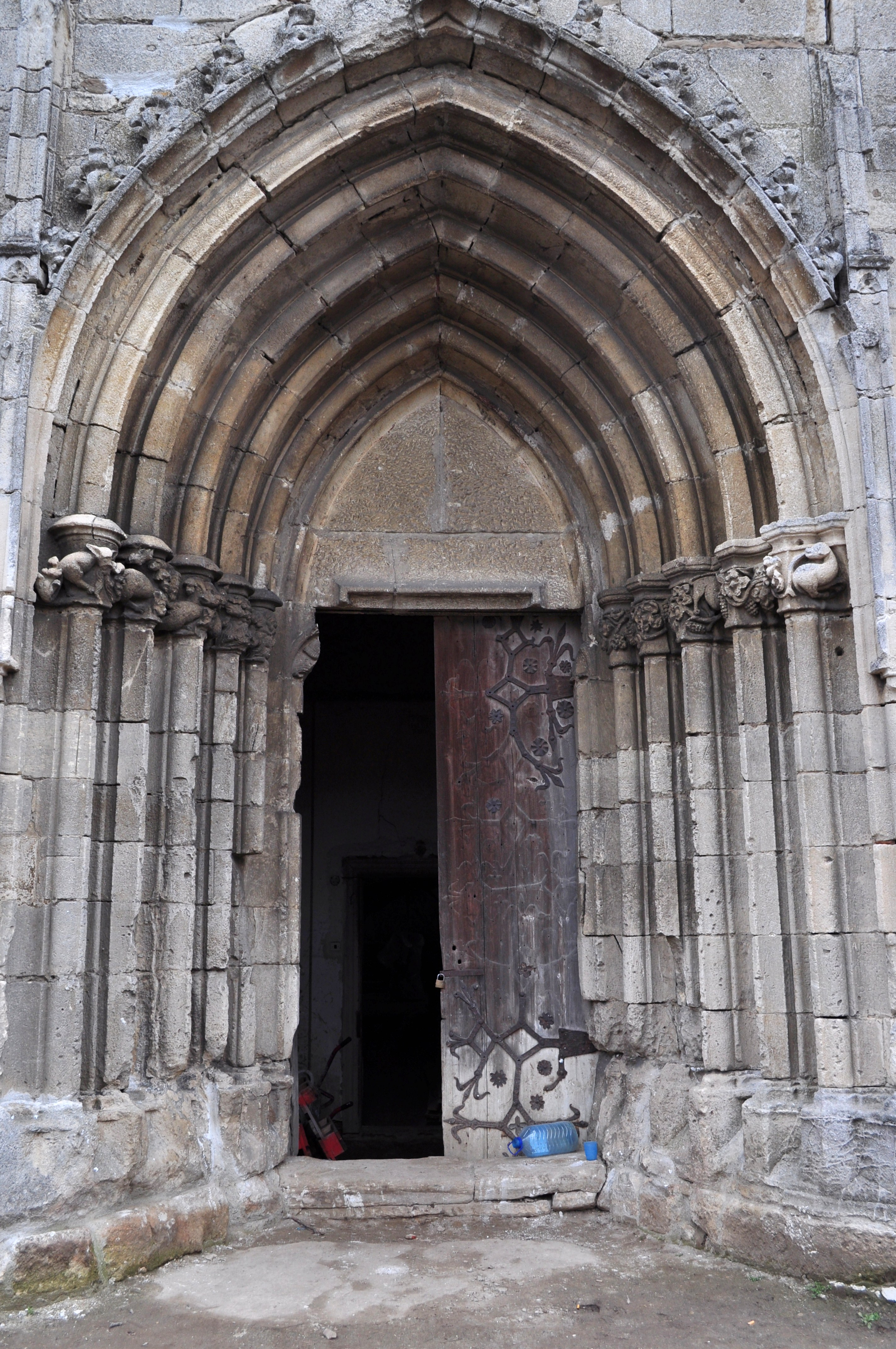
Portalul cu cinci retrageri și arc frânt
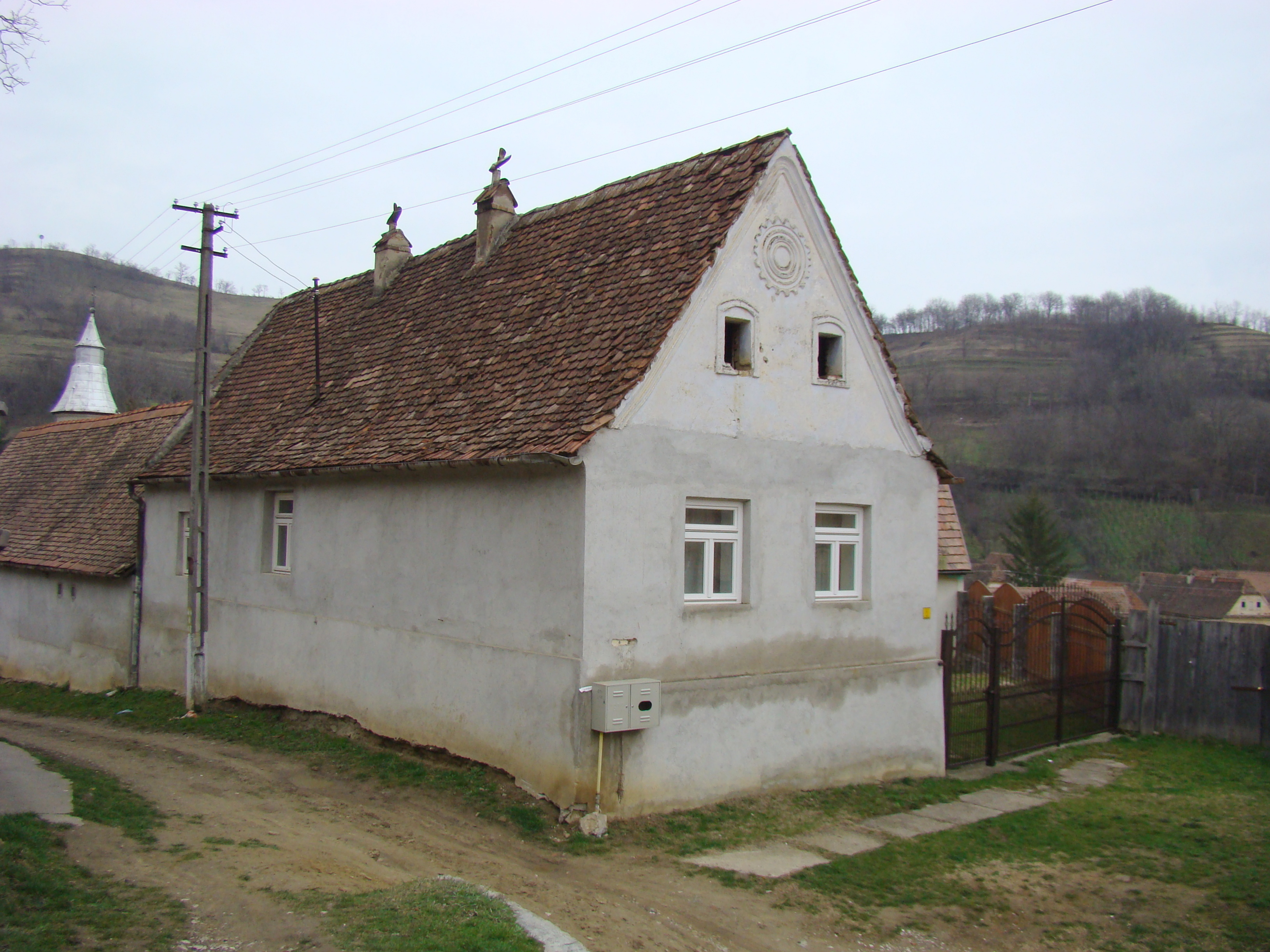
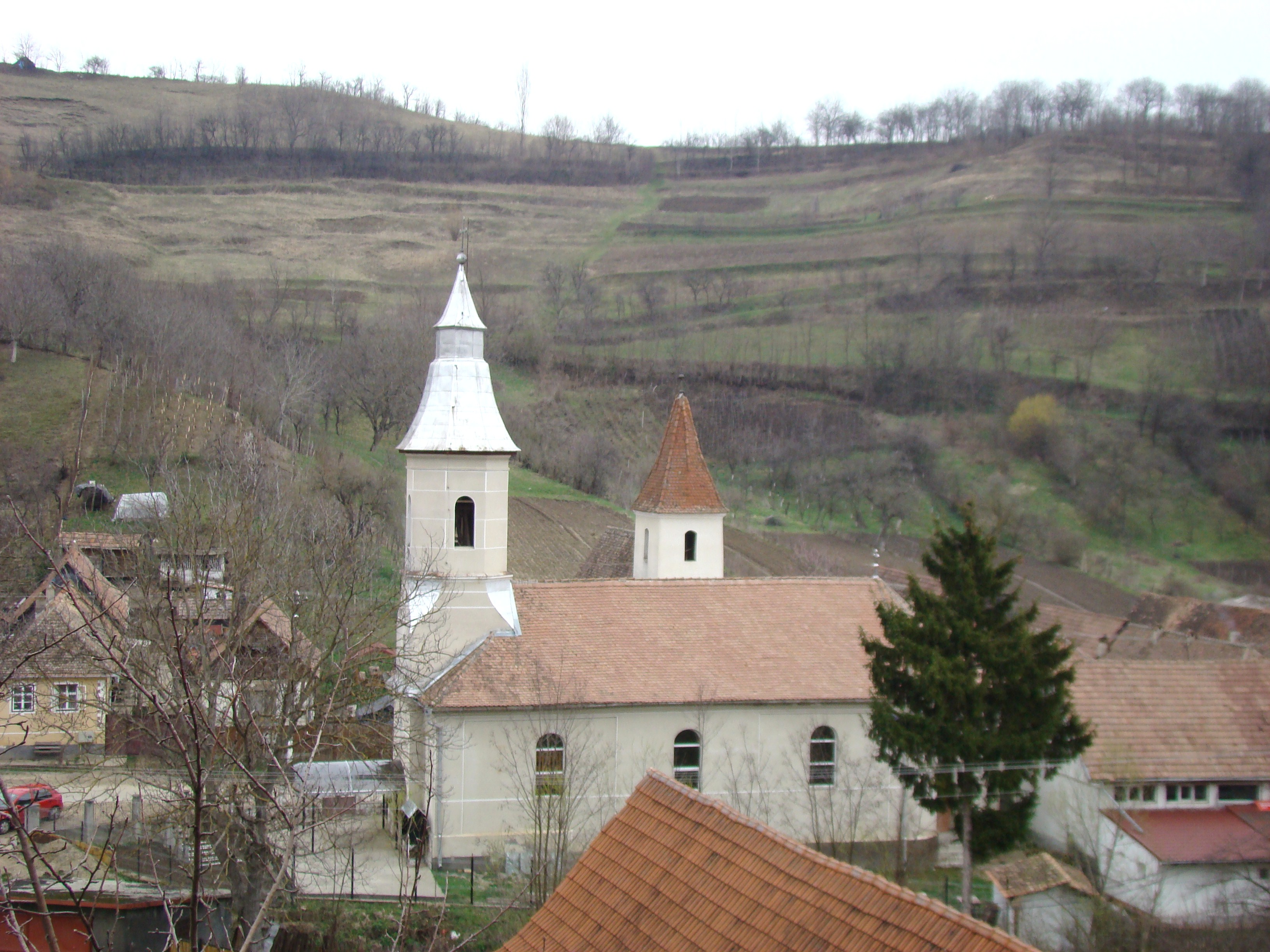
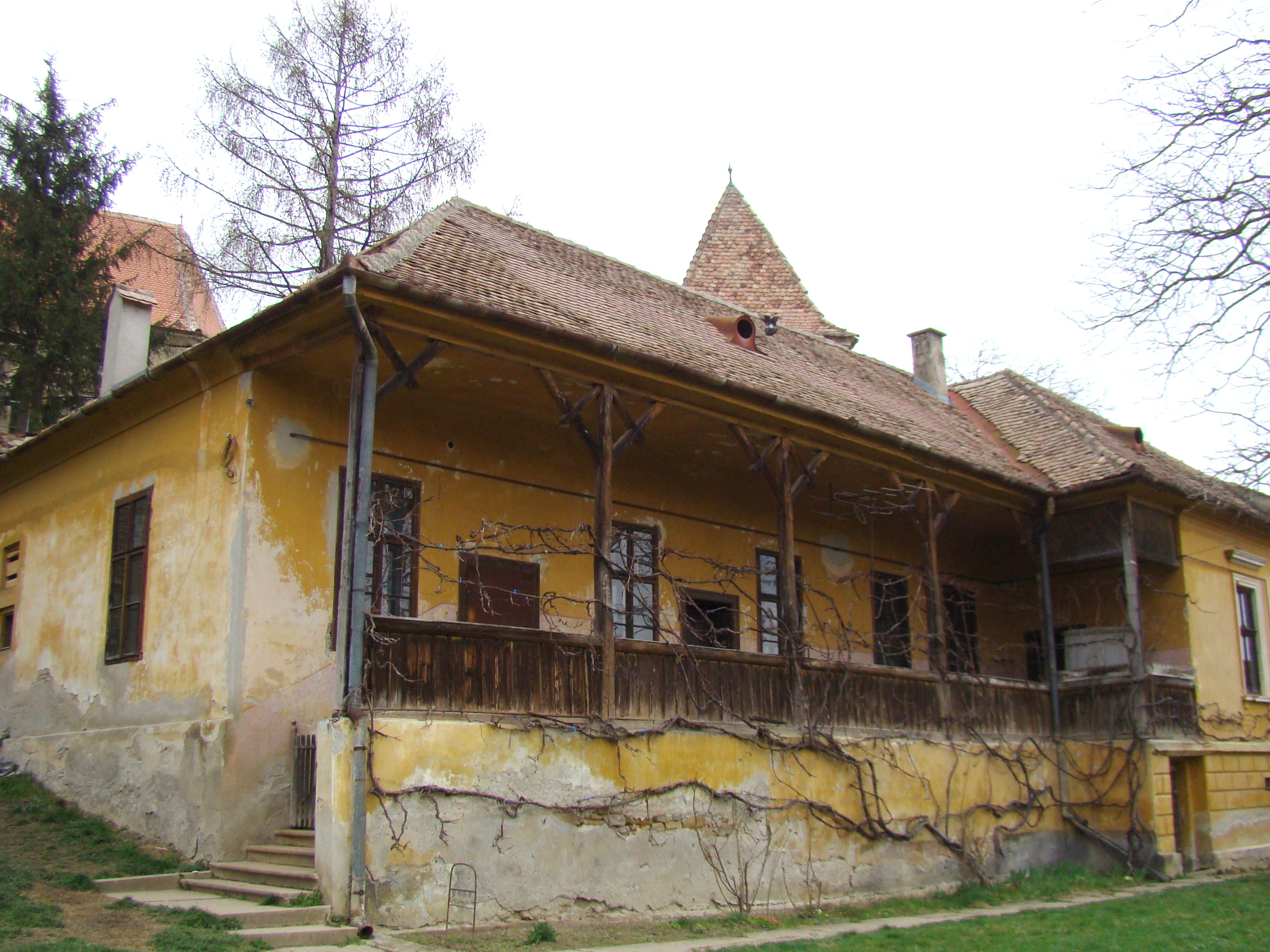
Fosta casă parohială evanghelică
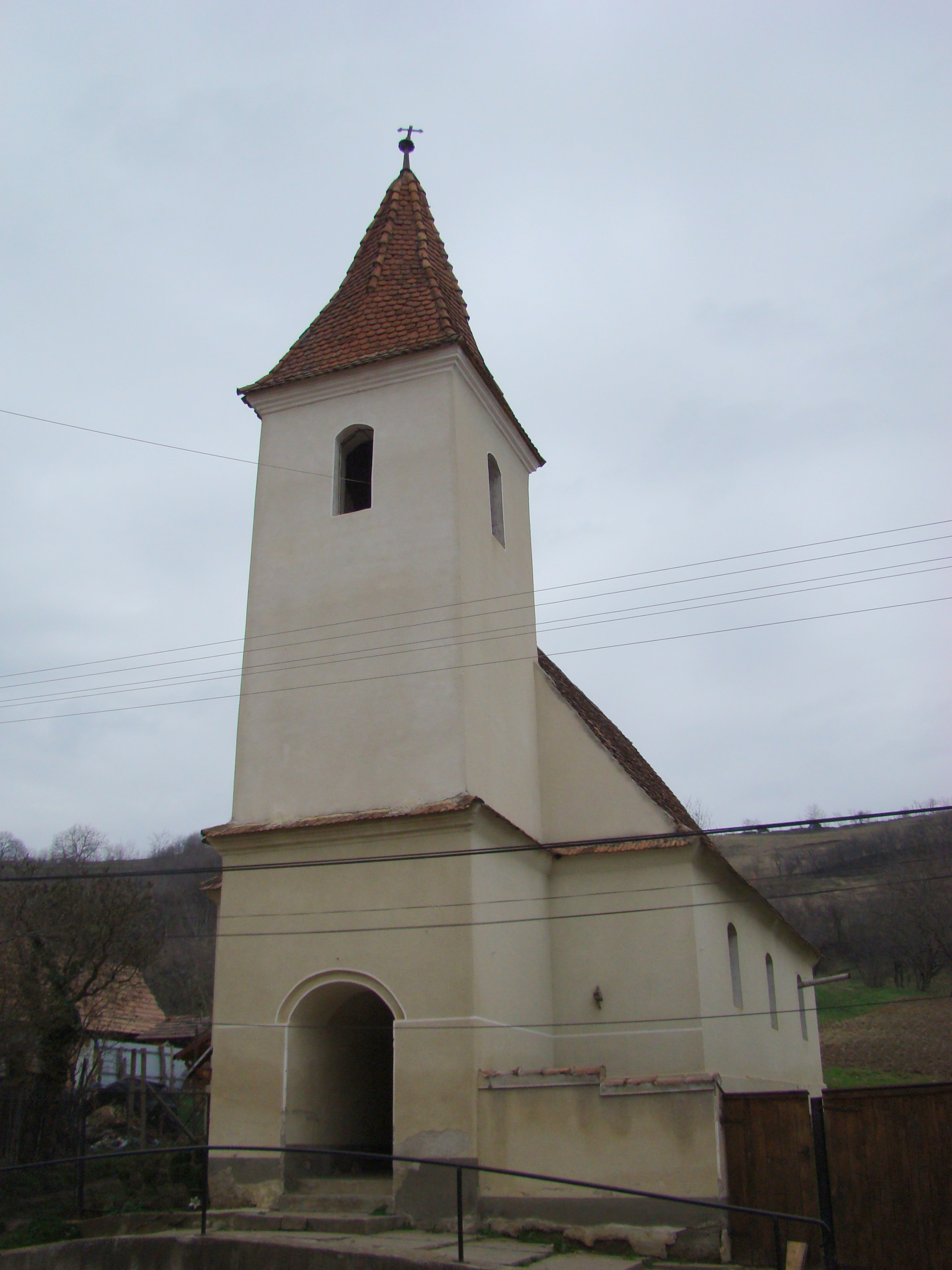
Biserica greco-catolică
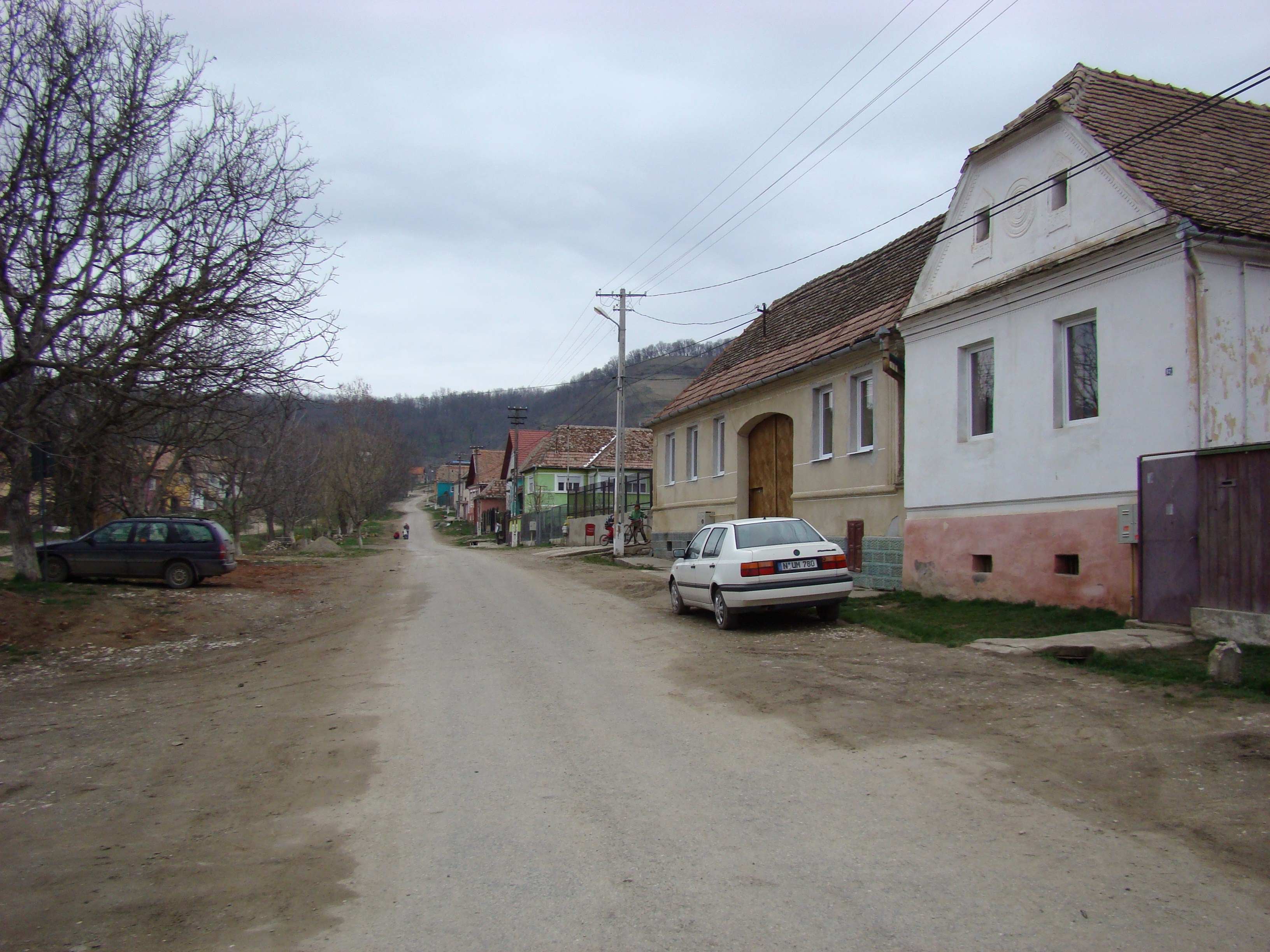
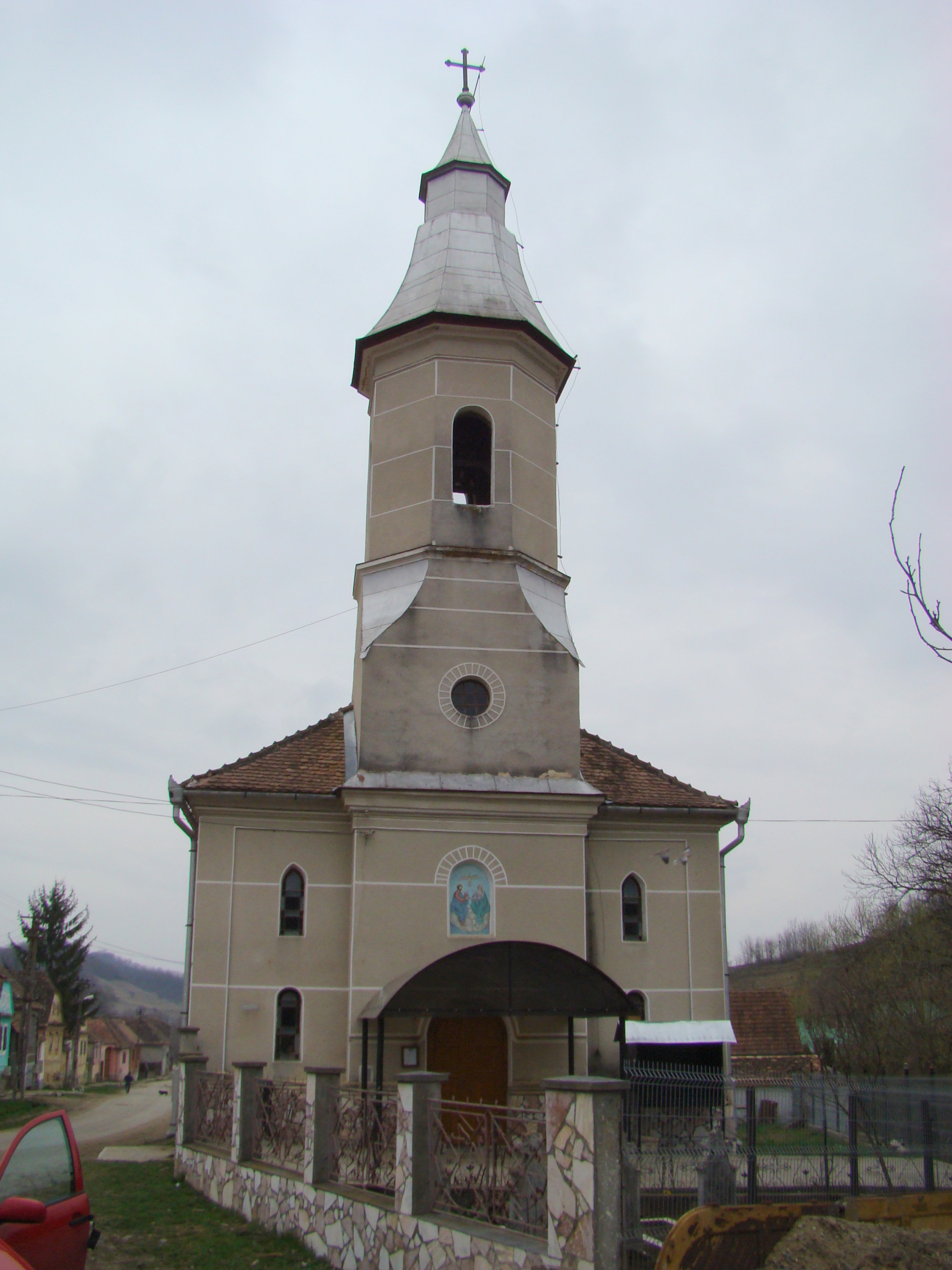
Biserica ortodoxă „Sfânta Treime”
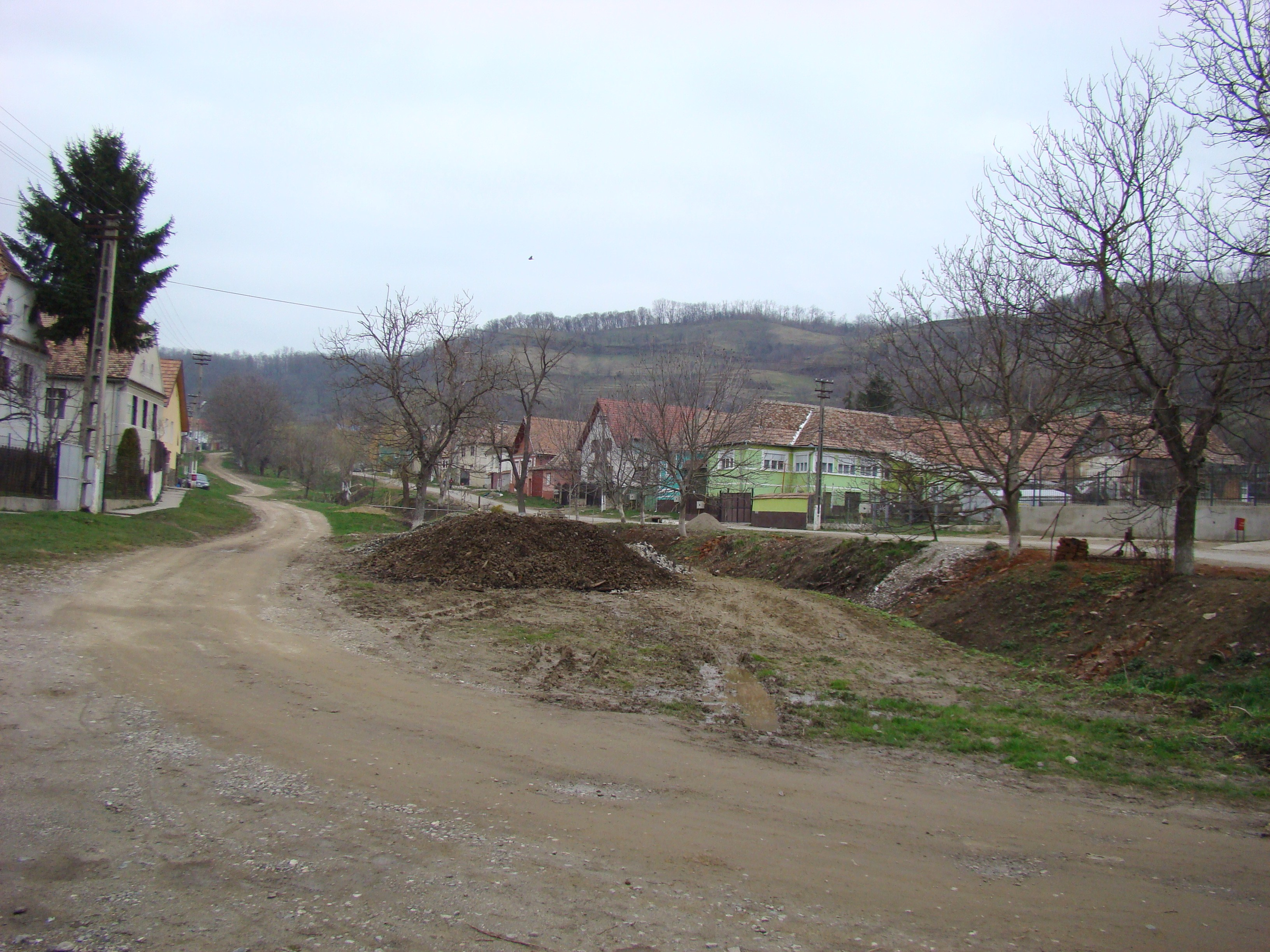
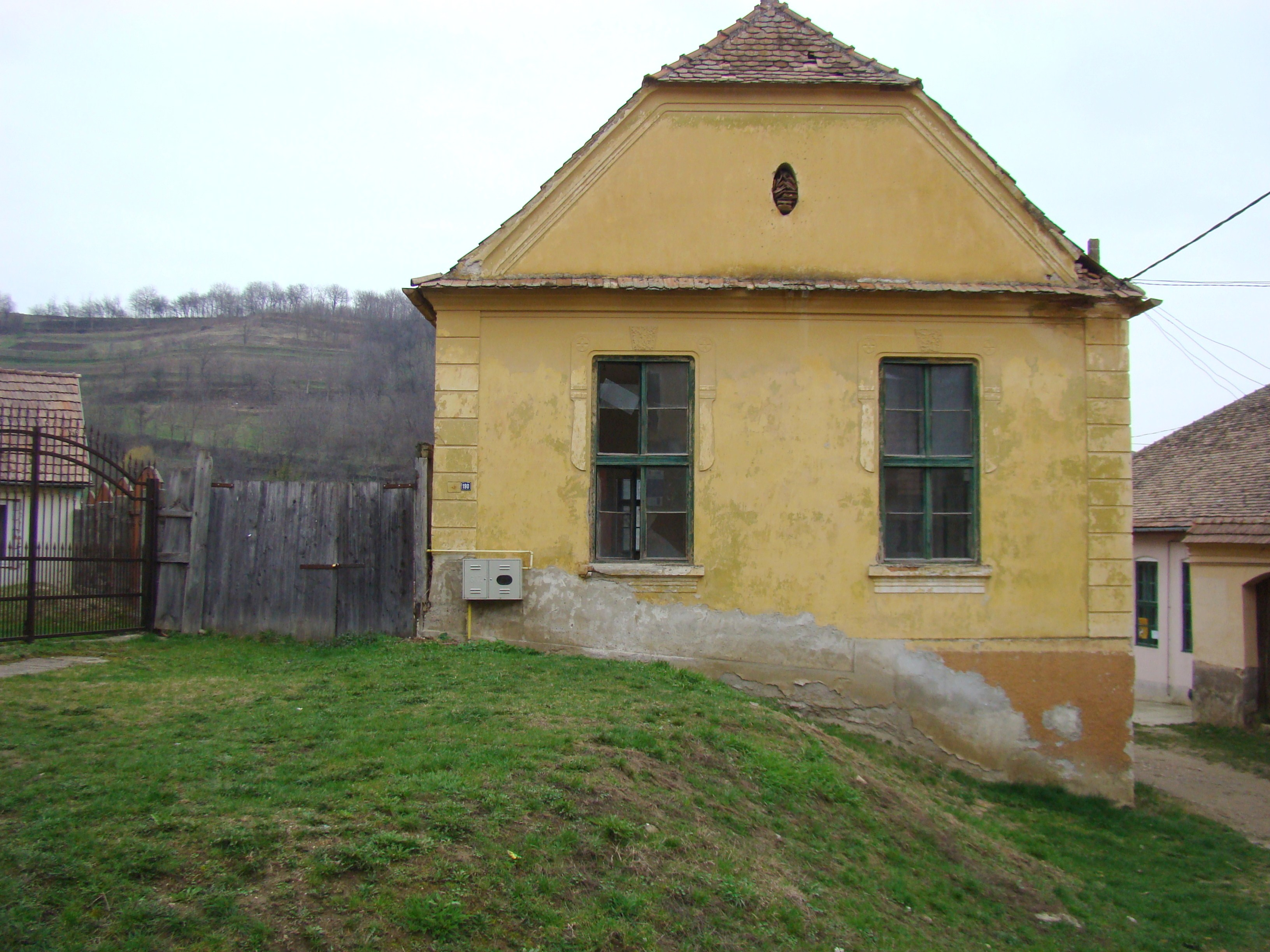
Clădirea școlii care funcționa pe lângă biserica evanghelică